# Mühlbach (Pianofortefabrik)

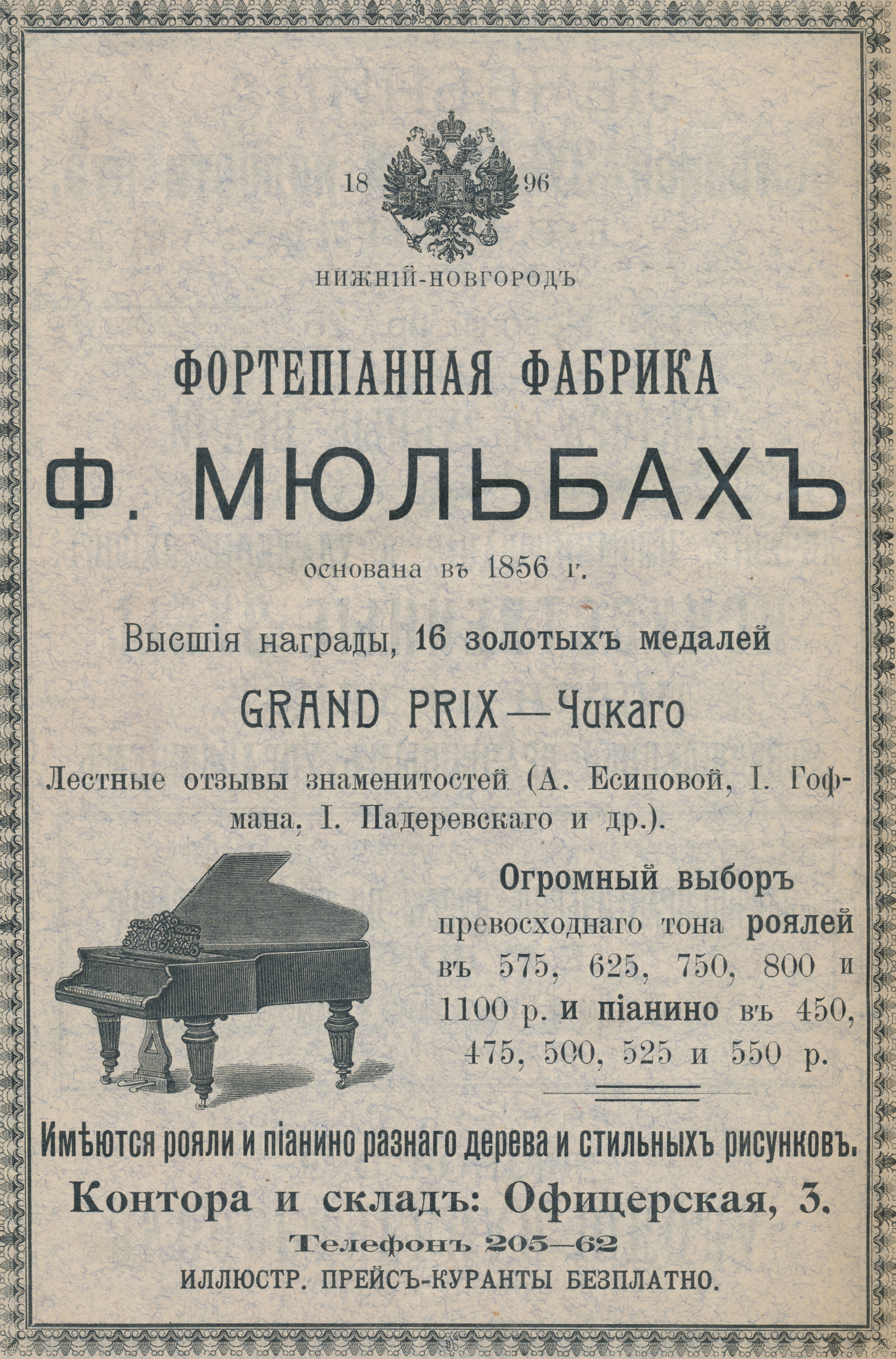
Reklame für den Pianoforteflügel von F. Mühlbach, 1907.

Die Pianofortefabrik Mühlbach ist ein ehemaliger Hersteller von Pianos und Konzertflügeln aus Sankt Petersburg in Russland. Sie bestand zwischen 1856 und 1917. In den 1880er Jahren war Mühlbach russischer Marktführer im Segment Konzertflügel oder Grand Piano.

## Geschichte des Unternehmens
Der deutschbaltische Handwerker Theodor Franz Adolf Mühlbach (1826 Reval – 1901 Sankt Petersburg) kam 1856 nach Sankt Petersburg. Er baute zunächst in seiner Werkstatt in der Dekabristov Uliza drei einfache Klaviere, zeitgleich war er noch Geselle in den Vertriebsniederlassungen der österreichischen Pianofortefabrik von Wirth. Sein Meister hieß Jakob Becker. Als er genug finanzielle Mittel gespart hatte, beschloss er Flügel unter eigenem Namen zu bauen. Er bestellte sämtliche Materialien aus dem Ausland und baute dann die Mechaniken ein. Die ersten selbstgebauten Instrumente waren denen seines Meisters Jakob Becker allerdings sehr ähnlich. Bald konnte er schon drei Arbeiter beschäftigen. Nach und nach wurde die Produktion erweitert. Vor den 1870er Jahren waren seine Klaviere kaum bekannt, bis es zu einer Allrussischen Messe in Sankt Petersburg kam, wo seine Instrumente einem breiten Publikum gezeigt wurden.
Die Zeitschrift „Muzykalniy Svet“ schrieb über die Produktion von Mühlbach: „der Klang des Mühlbach-Flügels ist hell, Gußrahmen (die wichtigste Voraussetzung für einen Konzertflügel), die perfekte Planlage während der Sieben-Oktaven-Tastatur; Bässe haben die Klangfarbe der Orgel. Das Heben und Senken der Pedale wird nicht durch ein unangenehmes Geräusch begleitet. Instrumente dieser Art entsprechen allen Anforderungen, die man an einen guten Konzertflügel haben kann. Überdies ist der Preis recht günstig“ (Ausgabe 2, 1870).
Die Fabrik baute 1871 bereits 50 Instrumente pro Jahr. Die Palette reichte von großen Konzertflügeln über Salon- und Schrankklaviere bis hin zu kleinen preiswerten Oma-Pianos. Der Verkauf erfolgte direkt aus einem Gebäude der Fabrik heraus. 1878 wurde Franz Adolf Mühlbachs Sohn, Friedrich Hermann Ernst Mühlbach (1824–1901) zum Miteigentümer und Direktor der Fabrik. Er hatte die Klavierproduktion in Leipzig bei Blüthner, Schimmel und der Heyl (Pianofortefabrik) kennengelernt und brachte eine ganze Reihe wertvoller Verbesserungen im Design der Instrumente mit, zum Beispiel die Idee des kompakten kleinen „Minion“. Dieser Stutzflügel erfreute sich in den folgenden Jahren einer sehr großen Nachfrage und machte Mühlbach zum russischen Marktführer. Er war kein einfaches Klavier aber auch kein großer Konzertflügel. Die in Mode gekommenen Tafelklaviere waren gefragt, weil Richard Wagner oder Clara Schumann an diesen Klavieren komponierten und damit auftraten.
Anfang 1880 erweiterten die Mühlbachs ihr Fabrikgelände. Jetzt ließen sie in drei Schichten arbeiten und schafften eine Dampfmaschine mit 10 PS an.
Nach dem Umzug in die neuen Arbeitshallen begann die Produktivität der Fabrik schnell zu wachsen. Hohe akustische Qualität, Stabilität und Haltbarkeit der Instrumente von Mühlbach ließ die Zahl der Abnehmer bis zum Ende des Jahrhunderts stark wachsen. Der Jahresumsatz der Fabrik lag 1900 bei 200.000 Rubel. Die Zahl der Beschäftigten wuchs ebenfalls und lag 1898 bei 150 Personen.
Den Mühlbachs wurden wiederholt die höchsten Auszeichnungen bei den internationalen Ausstellungen verliehen: Die Firma erhielt 16 Medaillen auf verschiedenen Messen und Ausstellungen, darunter waren 10 in Gold. Im Jahre 1893 erhielten sie in Chicago den Grand Prix. 1896 wurde den Mühlbachs in Nischni Nowgorod das Recht zuerkannt, den russischen Doppeladler, das Wappen des Zarenreiches, auf den Klavieren abzubilden. Neben dieser hohen Wertschätzung für die Mühlbachs war es auch werbewirksam, das die russische Pianistin Anna Nikolajewna Jessipowa und die polnischen Pianisten Ignacy Jan Paderewski und Józef Hofmann mit einem Mühlbach-Flügel auf Tournee gingen.
Nach dem Tod Friedrich Mühlbachs 1901 übernahmen Mühlbachs Tochter Adele und ihr Ehemann Adolf Ivanovich Nating, der Staatsrat und Ingenieur war, die leitenden Aufgaben in der Fabrik. Nating war ein Experte für Klavierbau und betrieb die Produktion fort. Im Jahre 1905 wurde die Fabrik erheblich erweitert und zwar um große fünfstöckigen Gebäude. Die jährliche Produktionsrate lag nun bei 270.000 Rubel. Die Firma hatte Auslieferungslager in allen Provinzstädten des russischen Reiches.
Im Frühjahr 1914 wurden in der Fabrik ein neues fortschrittliche Modell eines Kabinett-Flügels produziert, es hatte gebogene integrale Seiten, so dass die hohen Töne wie Glocken klangen, hervorgerufen durch einen Mechanismus mit einer Doppelwiederholung. Ein ähnliches Modell soll es von Steinway gegeben haben. Leider wurden nur vier dieser Instrumente gebaut. Am 28. Dezember 1913 gab es im Werk einen Großbrand. Der Verlust von Fahrzeugen und auslieferbaren Waren belief sich auf 26.000 Rubel.
Bedingt durch langanhaltende Streiks und im Verlauf des Ersten Weltkriegs sank die Herstellung in der Fabrik immer weiter. Ende Dezember 1916 waren nur noch 12 Arbeiter beschäftigt. Das Unternehmen wurde am 22. Dezember 1917 geschlossen. Später wurden die noch vorhandenen Anlagen verstaatlicht und waren ein Teil der großen staatlichen Pianofabrik „Roter Oktober“.

## Exponate in öffentlichen Sammlungen
- in Tomsk im Museum „Профессорская квартира“ Quartier des Professors, einem typisch in Tomsker Holzarchitektur errichteten Gebäude, befindet sich ein Mühlbach Klavier[6]
- ebenfalls in Tomsk, im Historischen Museum ist in der Sammlung ein Baby Grand Piano oder Stutzflügel ausgestellt.[7]
- in Riga in der Lobby des Fernsehturms steht ein großer weißer Konzertflügel von Mühlbach
- im Südosten von Moskau im Dorf Eganovo hat der Sammler Vladimir Vinogradov ein privates Museums für antike restaurierte Klaviere zusammengetragen, darunter befindet sich auch ein Mühlbach Piano.[8][9]